# Фиорентина
«Фиоренти́на» (итал. ACF Fiorentina [fjo.renˈti.na]) — итальянский профессиональный футбольный клуб из Флоренции. Образован 29 августа 1926 года при объединении клуба «Фиренце» и футбольной секции молодёжной команды «Либертас». Двукратный чемпион Италии и шестикратный обладатель Кубка Италии.

## История клуба

### «Фиорентина» до Второй мировой войны
«Фиорентина» была основана в 1926 году членом Национальной фашистской партии маркизом Луиджи Ридольфи, который инициировал слияние двух флорентийских клубов — «Фиренце» (итал. Club Sportivo Firenze) и «Либертас» (итал. Palestra Ginnastica Libertas). Целью этого слияния было появление во Флоренции сильного клуба, способного конкурировать с соперниками в северо-западной Италии. Также имело место культурное возрождение «Флорентийского кальчо», предка современного футбола, в который играли члены семьи Медичи.
22 сентября 1929 года на товарищеский матч с «Ромой» футболисты «Фиорентины» впервые вышли на поле в фиолетовых футболках с эмблемой в виде флорентийской лилии, до этого момента команда выступала в красно-белой форме.
После тяжёлого старта и трёх сезонов в низших лигах, «Фиорентина» вышла в Серию А в 1931 году. В том же году был открыт новый стадион во Флоренции, названный «Джованни Берта», в честь знаменитого фашиста, однако теперь он известен как «Артемио Франки». В то время стадион был шедевром инженерного искусства и церемония его открытия была грандиозной. Чтобы на равных соревноваться с лучшими командами Италии, «Фиорентина» укрепилась новыми игроками, в особенности уругвайцем Педро Петроне по прозвищу «Бомбардир» (исп. El Artillero). Несмотря на хорошо проведённый сезон и занятое четвёртое место, в следующем году «Фиорентина» вылетела в Серию B, однако быстро вернулась в Серию А. В 1941 году они выиграли свой первый Кубок Италии, но команда не смогла добиться значительного успеха в 40-х из-за Второй мировой войны и других проблем.

### Первый скудетто, 50-е и 60-е годы
В пятидесятые годы «Фиорентина» занимала постоянное место в пятёрке лучших команд лиги. Команда состояла из отличных игроков, таких как Джулиано Сарти, Серджо Червато, Франческо Розетта, Гуидо Граттон, Джузеппе Кьяппелла и Альдо Скарамуччи, но лучше всех был атакующий дуэт в лице бразильца Жулиньо и аргентинца Мигеля Монтуори. Эта команда выиграла первое чемпионство для «Фиорентины» в сезоне 1955/56, на 12 очков оторвавшись от финишировавшего вторым «Милана». «Милан» обошёл «Фиорентину» в следующем году в борьбе за чемпионство, но более значимым стало то, что «Фиорентина» стала первой итальянской командой, сыгравшей в финале Кубка европейских чемпионов, где проиграла в основное время со счётом 0:2 мадридскому «Реалу», где блистал Альфредо Ди Стефано. В последующих трёх сезонах «Фиорентина» занимала второе место в чемпионате. В сезоне 1960/61 клуб вновь выиграл Кубок Италии и был успешен на международной арене, выиграв Кубок обладателей кубков в матче против «Рейнджерс».
После нескольких лет, в течение которых команда становилась вице-чемпионом, «Фиорентина» опустилась вниз в 60-х, занимая 4-6 места, однако выиграла Кубок Италии и Кубок Митропы в 1966 году.

### Второй скудетто, 70-е годы

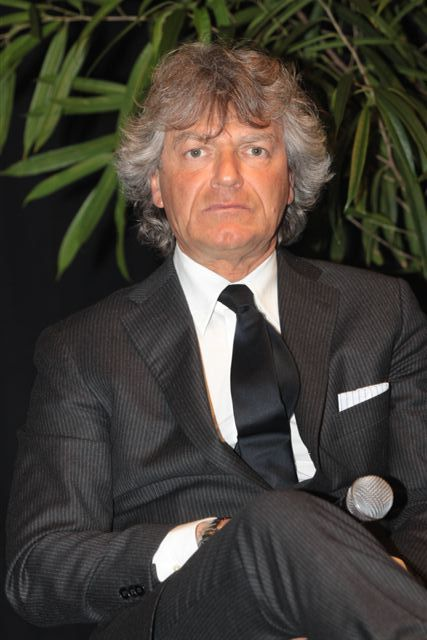
Джанкарло Антоньони, бывший капитан «Фиорентины»

60-е годы принесли «Фиорентине» несколько трофеев и хороших результатов в Серии А, но никто не верил, что клуб может бороться за чемпионство. Сезон 1968/69 «Фиорентина» начала вровень с «Миланом», но проиграв в 7-м туре «Болонье», уступила «Кальяри», ведомым Луиджи Ривой, место в турнирной таблице. После не впечатляющего старта «Фиорентина» поднялась на первое место, но первая половина сезона завершилась ничейным матчем с «Варезе», 2:2, что позволило всё тому же «Кальяри» занять первую строчку. Вторая половина сезона была борьбой за чемпионство трёх команд: «Милана», «Кальяри» и «Фиорентины». «Милан» выбыл из борьбы, сосредоточившись на европейском кубке, и, казалось, что «Кальяри» сохранит за собой лидерство, но после поражения от «Ювентуса» первую строчку заняла «Фиорентина». «Фиорентина» выиграла все оставшиеся матчи чемпионата, в том числе сверхпринципиальный матч с «Ювентусом», завоевав, в итоге, чемпионский титул. В европейском кубке в следующем году «Фиорентина» добилась неплохих результатов, в том числе победы в СССР над киевским «Динамо», но была выбита в четвертьфинале «Селтиком», проиграв со счётом 0:3.
Игроки «лилий» начали декаду 70-х с вышитым на груди скудетто, но этот период не был слишком продуктивным для команды. После 5-го места в 1971 году, команда завершала сезон в середине таблице каждый год, находясь на грани вылета в 1972 и 1978 годах. «Фиорентина» выиграла Кубок англо-итальянской лиги в 1974 и Кубок Италии в 1975 году. Команда состояла из молодых талантов, таких как Винченцо Гуэрини и Морено Роджи, которых преследовали травмы, но важнее всех был Джанкарло Антоньони, который позже стал кумиром для поклонников «Фиорентины». Он является лидером по количеству проведённых матчей за «Фиорентину». Молодая плеяда игроков, пришедших в команду, называлась «Fiorentina Ye-Ye».

### Эра Понтелло
В 1980 году «Фиорентина» была куплена Флавио Понтелло, выходцем из богатой семьи владельца строительного бизнеса. Он быстро сменил гимн и герб команды, что привело к недовольству фанатов, но, вместе с тем, он привёл в команду игроков высокого класса, таких как Франческо Грациани и Эральдо Печчи из «Торино», Даниэль Бертони из «Севильи», Даниеле Массаро из «Монцы» и молодого Пьетро Верховода из «Сампдории». Игра команды была построена вокруг Джанкарло Антоньони. В сезоне 1981/82 «Фиорентина» вела интереснейшую борьбу со своим самым принципиальным соперником — «Ювентусом». Судьба чемпионства решалась в последний день сезона, как раз тогда, когда серьёзную травму получил Джанкарло Антоньони. «Фиорентине» нужно было забивать в матче с «Кальяри», но она не смогла одержать победу. «Ювентус» завоевал титул чемпиона, забив спорный пенальти, и соперничество между двумя командами разгорелось с новой силой.
Следующие годы «Фиорентина» металась между высокими местами и битвами за выживание. Также в команду пришло несколько интересных футболистов, Рамон Анхель Диас по прозвищу «Лысый» (исп. El Pelado) и, что более примечательно, молодой Роберто Баджо.
В 1990 году «Фиорентина» билась за право остаться в Серии А до самого последнего дня сезона, но зато дошла до финала Кубка УЕФА, где её соперником снова стал «Ювентус». Команда из Турина выиграла трофей, но тифози «Фиорентины» назвали причиной поражения то, что ответный матч проходил в Авеллино (играть дома «Фиорентине» было запрещено), городе, где много болельщиков «Ювентуса», а также то, что Роберто Баджо был продан соперникам в день матча. Понтелло, испытывая большие трудности с финансами, продавал всех игроков, и был вынужден уйти после серьёзных возмущений на улицах Флоренции. Клуб был куплен знаменитым продюсером Марио Чекки Гори.

### Эра Чекки Гори

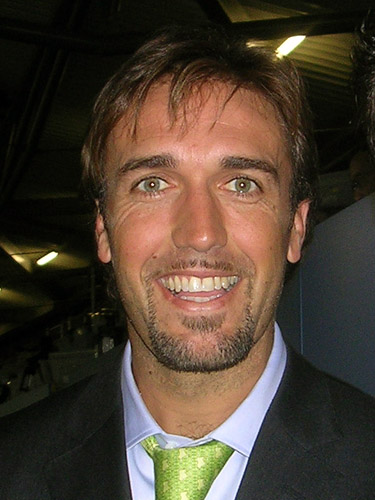
Габриэль Батистута, один из лучших игроков «Фиорентины» в 90-х

После первого сезона под управлением Чекки Гори, новый владелец начал покупать хороших игроков: Бриана Лаудрупа, Штефана Эффенберга, Франческо Байано и, самое главное, Габриэля Батистуту, который стал иконой команды в 90-е годы. Однако в 1993 году Марио Чекки Гори умер, и у руля клуба встал его сын, Витторио Чекки Гори. Несмотря на хорошее начало сезона, Чекки Гори уволил главного тренера Луиджи Радиче после поражения от «Аталанты» и заменил его на Альдо Агроппи. Результаты были ужасными: «Фиорентина» опустилась в нижнюю часть турнирной таблицы и выбыла в Серию B в конце сезона.
Клаудио Раньери занял пост тренера в сезоне 1993/94, и в этом сезоне «Фиорентина» лидировала в Серии В. После возвращения в Серию А, Раньери создал хорошую команду, игра которой была построена вокруг Габриэля Батистуты, который в сезоне 1994/95 стал лучшим бомбардиром чемпионата. Был куплен молодой талант Руй Кошта и новоявленный чемпион мира, защитник Марсио Сантос. Первый стал капитаном «Фиорентины» и кумиром фанатов, второй же разочаровал и был продан спустя сезон. «Фиорентина» закончила сезон на 10-м месте.
На следующий сезон Чекки Гори купил нескольких важных игроков, таких как Стефан Шварц. Клуб снова показал свой характер, выиграв Кубок Италии в матче с «Аталантой», а также занял третье место в Серии А. Летом «Фиорентина» стала первым не-чемпионом, выигравшим Суперкубок Италии, победив «Милан» на «Сан-Сиро» со счётом 2:1.
Сезон 1996/97 был для «Фиорентины» разочаровывающим в чемпионате, но она дошла до полуфинала Кубка обладателей кубков, победив по пути «Глорию» (в гостях 1:1, дома 1:0), «Спарту» (дома 2:1, в гостях 1:1) и «Бенфику» (в гостях 2:0, дома 0:1). В полуфинале «Фиорентина» проиграла «Барселоне», ставшей победительницей турнира. Основными приобретениями в этом сезоне были Луис Оливейра и Андрей Канчельскис.
В конце сезона Раньери ушёл из «Фиорентины» в «Валенсию», и Чекки Гори пригласил Альберто Малезани. «Фиорентина» играла хорошо, но тяжело боролась с более слабыми командами. Однако она смогла добиться квалификации в Кубке УЕФА. Малезани покинул «Фиорентину» спустя всего лишь сезон, и ему на смену пришёл Джованни Трапаттони. Под руководством Трапаттони и с голами Батистуты «Фиорентина» вела борьбу за скудетто в сезоне 1998/99 и некоторое время даже возглавляла таблицу чемпионата, но в итоге закончила его на третьем месте, квалифицировавшись в Лигу чемпионов. Также есть распространённый миф про то что Фиорентина продавала воздух с 3 ароматами — «Дух трибун» «Эссенция победы» и «Атмосфера раздевалки», но в итальянских источниках об этом нет упоминаний(ссылка не указана). В следующем году «Фиорентина» не слишком хорошо сыграла в Серии А, но провела исторические матчи в Лиге чемпионов, победив «Арсенал» 1:0 на «Уэмбли» и «Манчестер Юнайтед» 2:0 дома, во Флоренции. Но «Фиорентина» была выбита из турнира во второй групповой стадии.
В конце сезона Трапаттони сменил турецкий тренер Фатих Терим. Но более заметным стал переход Батистуты в «Рому», которая стала чемпионом в следующем году. «Фиорентина» играла хорошо в сезоне 2000/01 и осталась в первой половине турнирной таблицы несмотря на разрыв контракта с Теримом, после чего в клуб пришёл Роберто Манчини. «Фиорентина» также выиграла Кубок Италии в шестой и пока последний раз.
2001 год обозначал в «Фиорентине» перемены к лучшему, но обнаружилось ужасное финансовое состояние клуба: он не мог выплатить зарплату и имел долги в размере около 50 миллионов долларов. Владелец клуба, Витторио Чекки Гори, мог вложить в клуб некоторое количество денег, но даже этого не хватило бы, чтобы удержать клуб на плаву. «Фиорентина» была понижена в лиге в конце сезона 2001/02 и перешла под управление судебно контролируемой администрации в июне 2002 года. Эта форма банкротства (спортивные учреждения не могли закрыться таким образом, но могли пострадать от подобной процедуры) обозначала, что клуб не мог участвовать в Серии B в сезоне 2002/03, и в результате, прекратил своё существование.

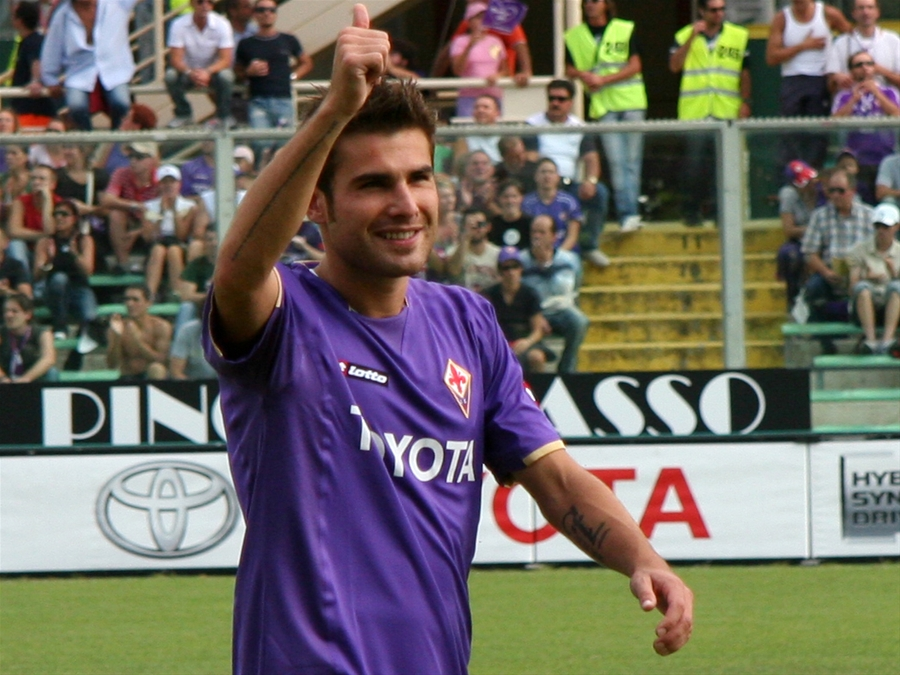
Адриан Муту, звезда «Фиорентины»

### Эра Делла Валле
Клуб был тут же реорганизован в августе 2002 года под названием «Флоренция Виола» (лат. Florentia Viola), владельцем которого стал Андреа Делла Валле. Клуб был допущен к состязанию в Серии С2, четвёртом итальянском дивизионе. Единственным игроком, оставшимся в клубе, был Анджело Ди Ливио, верность которого сделала его любимцем фанатов. С помощью Ди Ливио и нападающего Кристиана Ригано, клуб стал первым в своей группе Серии С2, что означало продвижение в Серию С1. Но, благодаря «Делу „Катании“» клуб был продвинут сразу в Серию В, минуя Серию С1, что было связано с разрешением Итальянской федерации футбола ситуации с «Катанией», путём увеличения количества клубов в Серии В с 20 до 24 и продвижению «Фиорентины» из-за «спортивных заслуг». Летом 2003 года клуб вернул себе право использовать название «Фиорентина» и знаменитый фиолетовый дизайн, а также изменил старое название Associazone Calcio Fiorentina на Associazone Calcio Firenze Fiorentina.

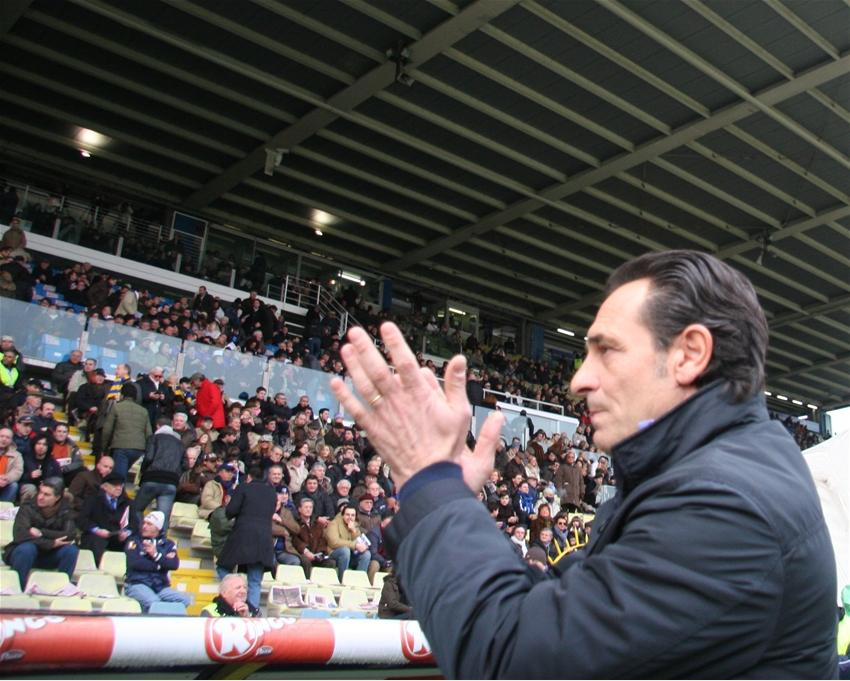
Чезаре Пранделли, тренер «Фиорентины»

Необычное двойное продвижение клуба вызвало много споров, некоторые считали, что «Фиорентина» не заслуживала этого. Но, тем не менее, клуб остался в Серии В и закончил сезон 2003/04 на шестом месте, попав на двухматчевое противостояние с «Перуджей» (командой, закончившей сезон на 15 месте в Серии А). В нём «Фиорентина» одержала победу с общим счётом 2:1 и вышла в Серию А. Оба гола были забиты Энрико Фантини. Вернувшись в Серию А, «Фиорентина» боролась за выживание до последнего дня сезона 2004/05, избежав вылета только в противостоянии с «Болоньей» и «Пармой». В 2005 году Делла Валле пригласил Панталео Корвино в качестве нового спортивного директора. Тем же летом к команде присоединились молодые итальянцы Риккардо Монтоливо и Джампаоло Паццини из «Аталанты» и Алессандро Гамберини из «Болоньи», которые впоследствии стали ключевыми игроками «лилий».

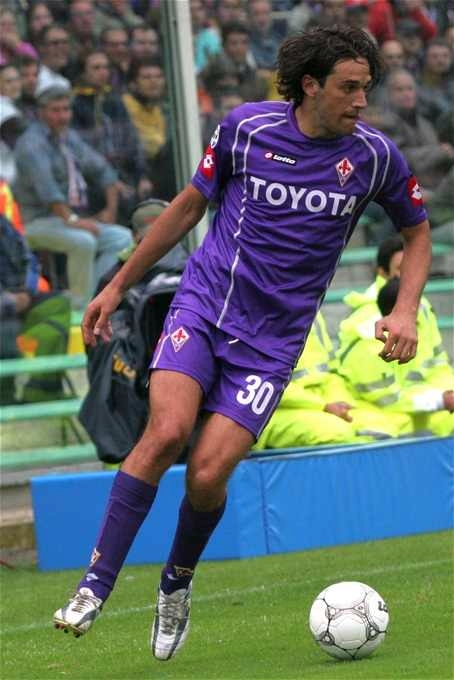
Лука Тони во «Фиорентине»

В сезоне 2005/06 «Фиорентина» наняла нового главного тренера Чезаре Пранделли и сделала несколько приобретений в летнее трансферное окно, из которых наиболее значимыми стали нападающий «Палермо» Лука Тони и французский голкипер Себастьян Фрей. Комбинация из ставшего капитаном Дарио Дайнелли и чеха Томаша Уйфалуши в обороне, Кристиана Брокки, Стефано Фьоре и датчанина Мартина Йоргенсена в полузащите, Луки Тони в нападении и Себастьяна Фрея в воротах стала выдающейся мощью в Серии А, благодаря которой команда заняла четвёртое место с 74 очками, квалифицировавшись в третий отборочный раунд Лиги чемпионов. «Фиорентина», таким образом, закрепилась в статусе элиты итальянского футбола. Тони забил 31 гол всего в 34 матчах, став первым игроком, превзошедшим рекорд в 30 мячей, установленный в сезоне 1958/59 Антонио Валентином Анджеллино, за что нападающий был награждён «Золотой бутсой».
14 июля 2006 года «Фиорентину» собирались перевести обратно в Серию В из-за её причастности к Кальчополи и наложить штраф в 12 очков. Но команде было разрешено остаться в Серии А, но со штрафом в 19 очков. «Фиорентина» также была снята с участия в Лиге чемпионов. После начала сезона штраф сократили с 19 очков до 15. Несмотря на старт с −15 очками, «Фиорентина» добилась попадания в Кубок УЕФА. В клуб пришёл известный румынский нападающий Адриан Муту, и их связка с Тони стала одной из лучших в чемпионате: на двоих они забили 31 мяч.

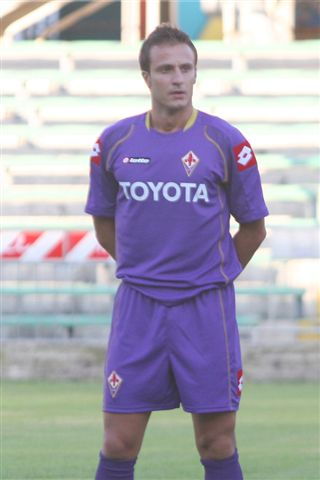
Альберто Джилардино, чемпион мира в составе «Фиорентины»

В то время как многие сомневались в потенциале «фиолетовых» в сезоне 2007/08 из-за ухода Тони в «Баварию», «Фиорентина» взяла сенсационный старт, но в середине сезона она опустилась на более низкие позиции. Серия поражений, приведшая к потере очков, была связана с семейной трагедией тренера «Фиорентины» Пранделли, чья жена умерла от рака. «Фиорентина» достигла полуфинала Кубка УЕФА, где была побеждена в серии пенальти «Рейнджерс» после двух нулевых ничьих. Сезон завершился на мажорной ноте после победы над «Торино» 1:0, что позволило «Фиорентине» сохранить четвёртую строчку в борьбе с «Миланом» и квалифицироваться в Лигу чемпионов.
Летом 2008 года «Фиорентина» сделала несколько важных приобретений: был куплен чемпион мира 2006 года Альберто Джилардино, молодой вице-капитан сборной Черногории Стеван Йоветич, перуанец Хуан Мануэль Варгас, защитник Джанлука Комотто и бразильский опорник Фелипе Мело. Но в то же время из команды ушёл Томаш Уйфалуши, проведший последний сезон в качестве вице-капитана команды. В Лиге чемпионов «Фиорентина» без проблем прошла отборочный раунд, обыграв дома «Славию» 2:0 и сыграв вничью в гостях 0:0. Однако она не смогла выйти из группы, уступив «Баварии» и «Лиону» но, заняв третье место, попала в Кубок УЕФА, где была тут же выбита из турнира нидерландским «Аяксом», проиграв 0:1 дома, и сыграв 1:1 в гостях. Но в чемпионате «Фиорентина» вновь выступила успешно, снова заняв четвёртое место.
В межсезонье в «Ювентус» перешёл Фелипе Мело, но из «Ювентуса» же в команду пришли Марко Маркьонни и воспитанник «Фиорентины» Кристиано Дзанетти, ставшие игроками основы. Из «Лацио» в «Фиорентину» перешёл капитан молодёжной сборной Италии Лоренцо Де Сильвестри. Сезон для «лилий» снова начался с отборочного этапа Лиги чемпионов, где был пройден вице-чемпион Португалии «Спортинг». (2:2 в гостях и 1:1 дома). В группе «Фиорентине» снова попался «Олимпик Лион», а также «Ливерпуль» и чемпион Венгрии «Дебрецен». 24 сентября пост президента покинул Андреа Делла Валле, и обязанности президента перешли к Марио Коньиньи до тех пор, пока не будет избран новый президент. 26 октября Делла Валле вернулся в клуб, но уже в качестве председателя. «Фиорентина» вышла из группы в Лиге чемпионов с первого места, набрав 15 очков (больше в групповом этапе набрал только «Бордо»). В 1/8 финала «Фиорентина» была выбита «Баварией» из-за ошибки бригады арбитров во главе с Томом Хеннингом Эвребё, который засчитал гол Мирослава Клозе из офсайда, в результате чего «Фиорентина» проиграла в гостях 2:1, и, хоть и победила дома 3:2, не смогла выйти в 1/4 финала. 30 марта 2010 года пост почётного президента покинул Диего Делла Валле, о чём он объявил в своём письме к болельщикам. В домашнем чемпионате сезон для «Фиорентины» не задался — она вылетела в полуфинале Кубка Италии, проиграв «Интернационале» в двух матчах с одинаковым счётом 0:1, и, лишившись возможности попасть в еврокубки, завершила сезон лишь на 11-м месте.

## Болельщики
Главными врагами «Фиорентины» считаются ультрас «Болоньи» («Апеннинское дерби»), «Ювентуса», а также другие тосканские команды: «Эмполи» («Дерби реки Арно»), «Сиена» («Дерби гвельфов и гибеллинов»), «Пиза», «Ливорно», «Луккезе». Остальными врагами ультрас «фиолетовых» являются поклонники «Дженоа», «Сампдории», «Интера», «Милана», «Ромы», «Лацио», «Наполи», «Аталанты», «Пармы», «Перуджи», «Салернитаны», «Кальяри», «Палермо». Друзьями считаются фанаты клубов: «Катандзаро», «Модена», «Торино», «Эллас Верона». Также друзьями считаются «Ливерпуль», «Спортинг» (Лиссабон), «Уйпешт».
Самой известной ультрас-группировкой считается Collettivo Autonomo Viola, численность которой насчитывает до 800 человек.

## Достижения

### Национальные
- Чемпионат Италии (Серия A)
  - Чемпион (2): 1956, 1969
  - Вице-чемпион (5): 1957, 1958, 1959, 1960, 1982

- Кубок Италии
  - Обладатель (6): 1940, 1961, 1966, 1975, 1996, 2001
  - Финалист (5): 1958, 1960, 1999, 2014, 2023
- Суперкубок Италии
  - Обладатель: 1996
- Серия Б
  - Чемпион (3): 1931, 1939, 1994
- Серия C2
  - Чемпион: 2003

### Международные
- Кубок европейских чемпионов
  - Финалист: 1957
- Кубок обладателей кубков УЕФА
  - Обладатель: 1961
  - Финалист: 1962
- Кубок УЕФА
  - Финалист: 1990
- Лига конференций УЕФА
  - Финалист (2): 2023, 2024
- Кубок Митропы
  - Обладатель: 1966
- Англо-итальянский кубок
  - Финалист: 1973
- Кубок Альп
  - Финалист: 1970

## Текущий состав
| 1  | Флаг Италии    | Вр  | Пьетро Терраччано                   | 1990 |  |  |  |  |  |
| 30 | Флаг Италии    | Вр  | Томмазо Мартинелли                  | 2006 |  |  |  |  |  |
| 43 | Флаг Испании   | Вр  | Давид де Хеа                        | 1990 |  |  |  |  |  |
|    |                |     |                                     |      |  |  |  |  |  |
| 2  | Флаг Бразилии  | Защ | Додо                                | 1998 |  |  |  |  |  |
| 5  | Флаг Хорватии  | Защ | Марин Понграчич                     | 1997 |  |  |  |  |  |
| 6  | Флаг Италии    | Защ | Лука Раньери (капитан)              | 1999 |  |  |  |  |  |
| 15 | Флаг Италии    | Защ | Пьетро Комуццо                      | 2005 |  |  |  |  |  |
| 18 | Флаг Испании   | Защ | Пабло Мари                          | 1993 |  |  |  |  |  |
| 21 | Флаг Германии  | Защ | Робин Госенс (в аренде из «Униона») | 1994 |  |  |  |  |  |
| 22 | Флаг Аргентины | Защ | Матиас Морено                       | 2003 |  |  |  |  |  |
| 65 | Флаг Италии    | Защ | Фабиано Паризи                      | 2000 |  |  |  |  |  |
|    |                |     |                                     |      |  |  |  |  |  |
| 4  | Флаг Италии    | ПЗ  | Эдоардо Бове (в аренде из «Ромы»)   | 2002 |  |  |  |  |  |
| 8  | Флаг Италии    | ПЗ  | Роландо Мандрагора                  | 1997 |  |  |  |  |  |

| 24 | Флаг Марокко   | ПЗ  | Амир Ричардсон                              | 2002 |  |  |  |  |  |
| 27 | Флаг Италии    | ПЗ  | Шер Ндур                                    | 2004 |  |  |  |  |  |
| 29 | Флаг Франции   | ПЗ  | Ясин Адли (в аренде из «Милана»)            | 2000 |  |  |  |  |  |
| 32 | Флаг Италии    | ПЗ  | Данило Катальди (в аренде из «Лацио»)       | 1994 |  |  |  |  |  |
| 44 | Флаг Италии    | ПЗ  | Николо Фаджоли (в аренде из «Ювентуса»)     | 2001 |  |  |  |  |  |
| 90 | Флаг Италии    | ПЗ  | Майкл Фолоруншо (в аренде из «Наполи»)      | 1998 |  |  |  |  |  |
|    |                |     |                                             |      |  |  |  |  |  |
| 9  | Флаг Аргентины | Нап | Лукас Бельтран                              | 2001 |  |  |  |  |  |
| 10 | Флаг Исландии  | Нап | Альберт Гвюдмюндссон (в аренде из «Дженоа») | 1997 |  |  |  |  |  |
| 17 | Флаг Италии    | Нап | Николо Дзаньоло (в аренде из «Галатасарая») | 1999 |  |  |  |  |  |
| 20 | Флаг Италии    | Нап | Мойзе Кен                                   | 2000 |  |  |  |  |  |
| 23 | Флаг Италии    | Нап | Андреа Кольпани                             | 1999 |  |  |  |  |  |
| 63 | Флаг Италии    | Нап | Маат Даниэль Каприни                        | 2006 |  |  |  |  |  |

### Игроки в аренде
| \| № \| \| Поз. \| Имя \| Год рождения \| \| -- \| \| ---- \| --------------------------------------------------- \| ------------ \| \| 3 \| \| Защ \| Кристиано Бираги (в «Торино» до 30 июня 2025) \| 1992 \| \| 7 \| \| Нап \| Риккардо Соттиль (в «Милане» до 30 июня 2025) \| 1999 \| \| 11 \| \| Нап \| Жонатан Иконе (в «Комо» до 30 июня 2025) \| 1998 \| \| 33 \| \| Защ \| Майкл Кайоде (В «Брентфорде» до 30 июня 2025) \| 2004 \| \| 53 \| \| Вр \| Оливер Кристенсен (в «Салернитане» до 30 июня 2025) \| 1999 \| \| 72 \| \| ПЗ \| Антонин Барак (в «Касымпаше» до 30 июня 2025) \| 1994 \| \| 73 \| \| ПЗ \| Лоренцо Аматуччи (в «Салернитане» до 30 июня 2025) \| 2004 \| |              |      |                                                     |              |
| № |              | Поз. | Имя                                                 | Год рождения |
| 3 | Флаг Италии  | Защ  | Кристиано Бираги (в «Торино» до 30 июня 2025)       | 1992         |
| 7 | Флаг Италии  | Нап  | Риккардо Соттиль (в «Милане» до 30 июня 2025)       | 1999         |
| 11 | Флаг Франции | Нап  | Жонатан Иконе (в «Комо» до 30 июня 2025)            | 1998         |
| 33 | Флаг Италии  | Защ  | Майкл Кайоде (В «Брентфорде» до 30 июня 2025)       | 2004         |
| 53 | Флаг Дании   | Вр   | Оливер Кристенсен (в «Салернитане» до 30 июня 2025) | 1999         |
| 72 | Флаг Чехии   | ПЗ   | Антонин Барак (в «Касымпаше» до 30 июня 2025)       | 1994         |
| 73 | Флаг Италии  | ПЗ   | Лоренцо Аматуччи (в «Салернитане» до 30 июня 2025)  | 2004         |

- № 13 навсегда закреплён за Давиде Астори.

## Тренеры «Фиорентины»
| Имя                          | Гражданство                             | Годы      |
| ---------------------------- | --------------------------------------- | --------- |
| Карой Чапкай                 | Флаг Венгрии (1919—1946)                | 1926—1928 |
| Карой Чапкай Дьюла Фельдманн | Флаг Венгрии (1919—1946) · Флаг Венгрии | 1928—1930 |
| Дьюла Фельдманн              | Флаг Венгрии (1919—1946)                | 1930—1931 |
| Херманн Фельснер             | Флаг Австрии                            | 1931—1933 |
| Уильям Радь                  | Флаг Венгрии (1919—1946)                | 1933      |
| Ференц Гинг                  | Флаг Венгрии (1919—1946)                | 1933—1934 |
| Гуидо Ара                    | Флаг Италии (1861—1946)                 | 1934—1937 |
| Оттавио Баккани              | Флаг Италии (1861—1946)                 | 1937—1938 |
| Ференц Мольнар               | Флаг Венгрии (1919—1946)                | 1938      |
| Рудольф Соучек               | Флаг Австрии                            | 1938—1939 |
| Джузеппе Галлуцци            | Флаг Италии (1861—1946)                 | 1939—1945 |
| Джузеппе Бигоньо             | Флаг Италии (1861—1946)                 | 1945—1946 |
| Гуидо Ара                    | Флаг Италии (1946—2003)                 | 1946      |
| Ренцо Мальи                  | Флаг Италии (1946—2003)                 | 1946—1947 |
| Имре Шенкеи                  | Флаг Венгрии (1946—1949)                | 1947      |
| Луиджи Ферреро               | Флаг Италии (1946—2003)                 | 1947—1951 |
| Ренцо Мальи                  | Флаг Италии (1946—2003)                 | 1951—1953 |
| Фульвио Бернардини           | Флаг Италии (1946—2003)                 | 1953—1958 |
| Лайош Цейзлер                | Флаг Венгрии                            | 1958—1959 |
| Луиджи Ферреро               | Флаг Италии (1946—2003)                 | 1959      |
| Луис Карнилья                | Флаг Аргентины (1812—1985)              | 1959—1960 |
| Джузеппе Кьяппелла           | Флаг Италии (1946—2003)                 | 1960      |
| Нандор Хидегкути             | Флаг Венгрии                            | 1960—1962 |
| Ферруччо Валькареджи         | Флаг Италии (1946—2003)                 | 1962—1964 |
| Джузеппе Кьяппелла           | Флаг Италии (1946—2003)                 | 1964—1967 |
| Луиджи Ферреро               | Флаг Италии (1946—2003)                 | 1967—1968 |
| Андреа Басси                 | Флаг Италии (1946—2003)                 | 1968      |
| Бруно Песаола                | Флаг Аргентины (1812—1985)              | 1968—1971 |
| Оронцо Пульезе               | Флаг Италии (1946—2003)                 | 1971      |
| Нильс Лидхольм               | Флаг Швеции                             | 1971—1973 |
| Луиджи Радиче                | Флаг Италии (1946—2003)                 | 1973—1974 |
| Нерео Рокко                  | Флаг Италии (1946—2003)                 | 1974—1975 |
| Карло Маццоне                | Флаг Италии (1946—2003)                 | 1975—1977 |
| Марио Маццони                | Флаг Италии (1946—2003)                 | 1977—1978 |
| Джузеппе Кьяппелла           | Флаг Италии (1946—2003)                 | 1978      |
| Паоло Карози                 | Флаг Италии (1946—2003)                 | 1978—1981 |
| Джанкарло Де Систи           | Флаг Италии (1946—2003)                 | 1981—1985 |

| Имя                      | Гражданство               | Годы      |
| ------------------------ | ------------------------- | --------- |
| Ферруччо Валькареджи     | Флаг Италии (1946—2003)   | 1985      |
| Альдо Агроппи            | Флаг Италии (1946—2003)   | 1985—1986 |
| Эудженио Берселлини      | Флаг Италии (1946—2003)   | 1986—1987 |
| Свен-Ёран Эрикссон       | Флаг Швеции               | 1987—1989 |
| Бруно Джорджи            | Флаг Италии (1946—2003)   | 1989—1990 |
| Франческо Грациани       | Флаг Италии (1946—2003)   | 1990      |
| Себастьян Лазарони       | Флаг Бразилии (1968—1992) | 1990—1991 |
| Луиджи Радиче            | Флаг Италии (1946—2003)   | 1991—1993 |
| Альдо Агроппи            | Флаг Италии (1946—2003)   | 1993      |
| Лучано Кьяруджи          | Флаг Италии (1946—2003)   | 1993      |
| Клаудио Раньери          | Флаг Италии (1946—2003)   | 1993—1997 |
| Альберто Малезани        | Флаг Италии (1946—2003)   | 1997—1998 |
| Джованни Трапаттони      | Флаг Италии (1946—2003)   | 1998—2000 |
| Фатих Терим              | Флаг Турции               | 2000—2001 |
| Лучано Кьяруджи          | Флаг Италии (1946—2003)   | 2001      |
| Роберто Манчини          | Флаг Италии (1946—2003)   | 2001—2002 |
| Лучано Кьяруджи          | Флаг Италии (1946—2003)   | 2002      |
| Оттавио Бьянки           | Флаг Италии (1946—2003)   | 2002      |
| Эудженио Фашетти         | Флаг Италии (1946—2003)   | 2002      |
| Пьетро Верховод          | Флаг Италии (1946—2003)   | 2002      |
| Альберто Кавазин         | Флаг Италии (1946—2003)   | 2002—2003 |
| Эмилиано Мондонико       | Флаг Италии (2003—2006)   | 2003—2004 |
| Серджо Бузо              | Флаг Италии (2003—2006)   | 2004—2005 |
| Дино Дзофф               | Флаг Италии (2003—2006)   | 2005      |
| Чезаре Пранделли         | Флаг Италии               | 2005—2010 |
| Синиша Михайлович        | Флаг Сербии               | 2010—2011 |
| Делио Росси              | Флаг Италии               | 2011—2012 |
| Винченцо Гуэрини (и. о.) | Флаг Италии               | 2012      |
| Винченцо Монтелла        | Флаг Италии               | 2012—2015 |
| Паулу Соуза              | Флаг Португалии           | 2015—2017 |
| Стефано Пиоли            | Флаг Италии               | 2017—2019 |
| Винченцо Монтелла        | Флаг Италии               | 2019      |
| Джузеппе Якини           | Флаг Италии               | 2020      |
| Чезаре Пранделли         | Флаг Италии               | 2020—2021 |
| Джузеппе Якини           | Флаг Италии               | 2021      |
| Винченцо Итальяно        | Флаг Италии               | 2021—2024 |
| Раффаэле Палладино       | Флаг Италии               | 2024—н.в. |

## Президенты «Фиорентины»
| Имя               | Гражданство             | Годы      |
| ----------------- | ----------------------- | --------- |
| Луиджи Ридольфи   | Флаг Италии (1861—1946) | 1926—1942 |
| Шипьоне Пикки     | Флаг Италии (1861—1946) | 1942—1945 |
| Арриго Паганелли  | Флаг Италии (1861—1946) | 1945—1946 |
| Иджино Касси      | Флаг Италии (1946—2003) | 1946—1947 |
| Арделио Аллори    | Флаг Италии (1946—2003) | 1947—1948 |
| Карло Антонини    | Флаг Италии (1946—2003) | 1948—1951 |
| Энрико Бефани     | Флаг Италии (1946—2003) | 1951—1961 |
| Энрико Лоджинотти | Флаг Италии (1946—2003) | 1961—1965 |
| Нелло Бальини     | Флаг Италии (1946—2003) | 1965—1971 |
| Уголино Уголини   | Флаг Италии (1946—2003) | 1971—1977 |
| Родольфо Меллони  | Флаг Италии (1946—2003) | 1977—1979 |
| Энрико Мартеллини | Флаг Италии (1946—2003) | 1979—1980 |

| Имя                 | Гражданство             | Годы       |
| ------------------- | ----------------------- | ---------- |
| Раньери Понтелло    | Флаг Италии (1946—2003) | 1980—1986  |
| Пьер Чезаре Баретти | Флаг Италии (1946—2003) | 1986—1987  |
| Лоренцо Ригетти     | Флаг Италии (1946—2003) | 1987—1990  |
| Марио Чекки Гори    | Флаг Италии (1946—2003) | 1990—1993  |
| Витторио Чекки Гори | Флаг Италии (1946—2003) | 1993—2002  |
| Уго Поджи           | Флаг Италии (1946—2003) | 2002       |
| Оттавио Бьянки      | Флаг Италии (1946—2003) | 2002       |
| Джино Салика        | Флаг Италии (2003—2006) | 2002—2004  |
| Андреа Делла Валле  | Флаг Италии             | 2004—2009  |
| Марио Коньиньи      | Флаг Италии             | 2009—2019  |
| Рокко Коммиссо      | Флаг США                | 2019—н. в. |

Garrisca al vento il labaro viola,

Sui campi della sfida e del valore

Una speranza viva ci consola

Abbiamo undici atleti e un solo cuore!
Oh Fiorentina, di ogni squadra ti vogliam regina

Oh Fiorentina, combatti ovunque ardita e con valor

Nell’ora di sconforto o di vittoria

Ricorda che del calcio hai tu la storia!
Maglia viola lotta con vigore

Per esser di Firenze vanto e gloria

Sul tuo vessillo scrivi Forza e Cuore

E nostra sarà sempre la vittoria!
Oh Fiorentina (…)
Forza Fiorentina!

Alé Alé Viola!
Перевод:

Развевается на ветру фиолетовое знамя

На полях сражений и мужества.

Надежда живёт, поддерживая нас.

У нас одиннадцать спортсменов и единое сердце!
Припев:

О, «Фиорентина», мы хотим видеть тебя королевой среди других команд.

О, «Фиорентина», ты везде борешься смело.

В час отчаяния или победы

Помни, что в истории футбола у тебя есть своё место!
«Фиолетовая» мужественно борется,

Чтобы принести славу Флоренции.

На своём знамени напиши: «Сила и Сердце».

И победа будет всегда за нами!
Припев.
Вперёд, «Фиорентина»!

Давай, давай, «Фиолетовая»!

## Рекорды и статистика
Жирным выделены игроки текущего состава

### Рекорды в Серии А
- Самая крупная домашняя победа: над «Моденой» 8:0 (1941/42)
- Самая крупная победа на выезде: над «Аталантой» 7:1 (1963/64)
- Самое крупное поражение дома: от «Ювентуса» 0:5 (2011/12)
- Самое крупное поражение на выезде: от «Ювентуса» 0:8 (1952/53)
- Самая длинная серия без поражений: 40 матчей (с 28 тура 1954/55 до 33 тура 1955/56)
- Самая длинная победная серия: 8 матчей подряд (туры 18-25 сезона 1959/60)
- Больше всего побед за сезон: по 20 матчей в сезонах 1955/56, 1958/59, 1959/60
- Меньше всего побед за сезон: 5 (сезон 2001/02)
- Больше всего поражений за сезон: 22 (сезон 2001/02)
- Меньше всего поражений за сезон: 1 (сезон 1955/56)
- Больше всего голов за сезон: 95 (сезон 1958/59)
- Меньше всего голов за сезон: 26 (сезоны 1970/71 и 1978/79)
- Больше всего пропущено: 69 (сезон 1946/47)
- Меньше всего пропущено: 17 (сезон 1981/82)
- Больше всего голов за клуб: 168, Габриэль Батистута
- Больше всего голов за сезон: 31, Лука Тони (2005/06)
- Больше всего голов за матч: 5, Курт Хамрин («Аталанта» — «Фиорентина» 1:7, сезон 1963/64)
- Больше всего матчей за клуб в Серии А: 341, Джанкарло Антоньони

### Рекордсмены по кол-ву проведённых матчей за «Фиорентину» в Серии А
1. 341 Джанкарло Антоньони
2. 329 Джузеппе Кьяппелла
3. 316 Серджо Червато
4. 289 Курт Хамрин
5. 280 Джузеппе Брици
6. 266 Франческо Тольдо
7. 259 Джованни Галли
8. 257 Клаудио Мерло
9. 256 Джанкарло Де Систи
10. 246 Аугусто Мальи
11. 245 Франческо Розетта
12. 243 Габриэль Батистута
13. 231 Армандо Сегато
14. 230 Леонардо Костальола
15. 229 Энцо Роботти
16. 229 Джанкарло Гальдиоло
17. 227 Франко Суперки
18. 225 Ардико Маньини
19. 222 Ренцо Контратто
20. 220 Джулиано Сарти
21. 215 Руй Кошта
22. 214 Серджо Кастеллетти
23. 212 Лоренцо Гадзари
24. 202 Ренцо Мальи
25. 201 Челесте Пин
26. 197 Марио Пицциоло
27. 193 Гуидо Граттон
28. 192 Альберто Орцан
29. 189 Риккардо Монтоливо
30. 185 Энрико Альбертози
31. 184 Марко Донадель
32. 179 Уго Ферранте
33. 175 Сандро Койс
34. 175 Себастьян Фрей
35. 172 Мануэль Паскуаль
36. 169 Анджело Ди Ливио
37. 166 Стефано Каробби
38. 165 Алессандро Гамберини
39. 162 Мигель Монтуори
40. 157 Луиджи Гриффанти

### Победители гонки бомбардиров в Серии А в составе «Фиорентины»
- 1931/32  Педро Петроне (25 голов)
- 1961/62  Аурелио Милани (22 гола)
- 1964/65  Альберто Орландо (17 голов)
- 1994/95  Габриэль Батистута (26 голов)
- 2005/06  Лука Тони (31 гол)

### Игроки, забившие наибольшее кол-во мячей за «Фиорентину» в Серии А
1. 168 Габриэль Батистута
2. 150 Курт Хамрин
3. 72 Мигель Монтуори
4. 63 Альберто Галасси
5. 61 Джанкарло Антоньони
6. 55 Джузеппе Вирджили
7. 50 Адриан Муту
8. 47 Лука Тони
9. 45 Виничо Виани
10. 43 Джанфранко Петрис
11. 43 Клаудио Дезолати
12. 42 Ренато Джей
13. 39 Роберто Баджо
14. 38 Руй Кошта
15. 37 Педро Петроне
16. 37 Франсиско Лохаконо
17. 36 Эджисто Пандольфини
18. 36 Альберто Джилардино
19. 34 Энрико Кьеза
20. 33 Лучано Кьяруджи
21. 31 Серджо Червато
22. 31 Марио Мараски
23. 28 Джанкарло Де Систи
24. 28 Гуидо Граттон
25. 27 Даниэль Бертони
26. 27 Луис Оливейра
27. 25 Джампаоло Паццини
28. 25 Франческо Баяно
29. 23 Аурелио Милани
30. 22 Жулиньо

### Игроки, забившие наибольшее кол-во мячей за «Фиорентину» в еврокубках
1. 38 Курт Хамрин
2. 13 Габриэль Батистута
3. 13 Лучано Кьяруджи
4. 13 Марио Мараски
5. 11 Адриан Муту
6. 10 Альберто Джилардино
7. 9 Джанфранко Петрис
8. 8 Серджо Клеричи
9. 7 Марио Бруньера
10. 7 Джорджо Мариани

## Количество сезонов по дивизионам
| Дивизион | Количество сезонов | Дебют     | Последний сезон |
| -------- | ------------------ | --------- | --------------- |
| A        | 87                 | 1931/1932 | 2024/2025       |
| B        | 7                  | 1930/1931 | 2003/2004       |
| C        | 1                  | 2002/2003 | 2002/2003       |

## Победители международных турниров

### Чемпионы мира
- Марио Пицциоло (1934)
- Джанкарло Антоньони (1982)
- Джованни Галли (1982)
- Франческо Грациани (1982)
- Даниеле Массаро (1982)
- Пьетро Верховод (1982)
- Лука Тони (2006)

### Чемпионы Европы
- Джанкарло Де Систи (1968)
- Зисис Вризас (2004)
- Гаэтано Кастровилли (2020)

### Олимпийские чемпионы
- Марио Пиччини (1936)
- Альфонсо Негро (1936)

### Победители Кубка конфедераций
- Габриэль Батистута (1992)
- Фелипе Мело (2009)